# It happened 25 years ago
It happened 25 years ago is een medley van de Volendamse band BZN uit 1991.
De medley werd samengesteld ter gelegenheid van het 25-jarig jubileum van de groep en bevat rock-'n-roll-hits uit de jaren vijftig en zestig, te weten It happened 25 years ago, Johnny B. Goode, Da doo ron ron, That'll be the day, I'm gonna knock on your door, Wake up little Susie, Do you love me?, Good golly miss Molly, Mon amour en nogmaals It happened 25 years ago.
De single werd ook uitgebracht op MC en stond acht weken in de Nederlandse Top 40, waar het de achtste plaats behaalde.